# Larkana
Larkana es una ciudad de Pakistán situada en la provincia de Sindh. Según el censo de 2017, tiene una población de 488 006 habitantes.
Es la decimoséptima ciudad del país por población.
La principal atracción turística es Mohenjo-Daro (Monte de los Muertos), designado Patrimonio de la Humanidad por la UNESCO.